# Mogens Munk Rasmussen
Mogens Munk Rasmussen (født 2. september 1941 i Fredensborg, død 11. december 2022) var en dansk erhvervmand.
Mogens Munk Rasmussen blev født i Fredensborg som søn af politiassistent Holger Knud Rasmussen og Grethe Munk Jørgensen. Han blev student fra Helsingør Gymnasium i 1960 og cand.polit. fra Københavns Universitet i 1969.
Fra 1962 var han premierløjtnant i Kronens Artilleriregiment, fra 1969-73 konsulent i DSB, 1973-75 trafikforskningsleder i ATV, 1975-78 økonomichef i DSB.
I 1978-81 var han underdirektør i Den Danske Bankforening og 1981-85 adm. direktør i Eurocard og pengeinstitutternes kortselskab PKK, der introducerede Dankortet.
Fra 1985 var han direktør i Nykredit, fra 1991-2006 koncernchef samme sted.
Fra 2006-08 var han bestyrelsesformand i Danmarks Radio og er formand for bestyrelserne for IT-Universitetet og Danish Crafts. Han var bestyrelsesmedlem i flere andre virksomheder, bl.a. skoproducenten ECCO og kommunikationsrådgivningsselskabet Bottomline Communications.
Han blev gift tre gange. Første gang med Lilian med hvem han fik to børn, anden gang med cand.jur. Lone født Brøndum, tredje gang med korrespondenten Mette.
Mogens Munk Rasmussen er begravet ved Asminderød Kirke.